# Copa dos Campeões Europeus da FIBA de 1979–80
A Copa dos Campeões Europeus da FIBA de 1979–80 foi a 23ª edição da principal competição europeia de clubes profissionais da Europa conhecida hoje como Euroliga. A final foi sediada no Deutschlandhalle em Berlim Ocidental na então Alemanha Ocidental em 27 de março de 1980. Na ocasião o Real Madrid conquistou seu sétimo título europeu vencendo na final a equipe do Maccabi Elite Tel Aviv por 89–85. 

## Temporada regular
|  | As equipes campeãs em seus grupos avançam para o grupo semifinal |

|    | Equipe         | J | Pts | V | D | PF  | PA  | PD  |
| -- | -------------- | - | --- | - | - | --- | --- | --- |
| 1. | Bosna          | 4 | 7   | 3 | 1 | 387 | 335 | +52 |
| 2. | Levski-Spartak | 4 | 7   | 3 | 1 | 374 | 340 | +34 |
| 3. | Al-Zamalek     | 4 | 4   | 0 | 4 | 309 | 395 | -86 |

|    | Equipe           | J | Pts | V | D | PF  | PA  | PD   |
| -- | ---------------- | - | --- | - | - | --- | --- | ---- |
| 1. | Sinudyne Bologna | 4 | 8   | 4 | 0 | 364 | 263 | +101 |
| 2. | Inter Slovnaft   | 4 | 6   | 2 | 2 | 374 | 344 | +30  |
| 3. | Sparta Bertrange | 4 | 4   | 0 | 4 | 255 | 386 | -131 |

|    | Equipe                  | J | Pts | V | D | PF  | PA  | PD   |
| -- | ----------------------- | - | --- | - | - | --- | --- | ---- |
| 1. | Real Madrid             | 6 | 12  | 6 | 0 | 695 | 484 | +211 |
| 2. | Sutton & Crystal Palace | 6 | 10  | 4 | 2 | 566 | 532 | +34  |
| 3. | Bayer 04 Leverkusen     | 6 | 8   | 2 | 4 | 543 | 561 | -18  |
| 4. | Stevnsgade              | 6 | 6   | 0 | 6 | 366 | 593 | -227 |

|    | Equipe                 | J | Pts | V | D | PF  | PA  | PD   |
| -- | ---------------------- | - | --- | - | - | --- | --- | ---- |
| 1. | Maccabi Elite Tel Aviv | 6 | 11  | 5 | 1 | 588 | 429 | +159 |
| 2. | Dinamo București       | 6 | 9   | 3 | 3 | 482 | 461 | +21  |
| 3. | Aris                   | 6 | 9   | 3 | 3 | 504 | 518 | -14  |
| 4. | Efes Pilsen            | 6 | 7   | 1 | 5 | 398 | 564 | -166 |

|    | Equipe            | J | Pts | V | D | PF  | PA  | PD   |
| -- | ----------------- | - | --- | - | - | --- | --- | ---- |
| 1. | Partizan          | 6 | 11  | 5 | 1 | 632 | 514 | +118 |
| 2. | Partizani Tirana  | 6 | 10  | 4 | 2 | 563 | 578 | -15  |
| 3. | Honvéd            | 6 | 8   | 2 | 4 | 576 | 581 | -5   |
| 4. | Al-Ittihad Aleppo | 6 | 7   | 1 | 5 | 494 | 592 | -98  |

|    | Equipe      | J | Pts | V | D | PF  | PA  | PD  |
| -- | ----------- | - | --- | - | - | --- | --- | --- |
| 1. | Nashua EBBC | 6 | 9   | 3 | 3 | 523 | 450 | +73 |
| 2. | UBSC Wien   | 6 | 9   | 3 | 3 | 524 | 545 | -21 |
| 3. | Moderne     | 6 | 9   | 3 | 3 | 514 | 538 | -24 |
| 4. | Fresh Air   | 6 | 9   | 3 | 3 | 540 | 568 | -28 |

## Grupo semifinal
|  | As duas melhores equipes avançam para a Final. |

|    | Equipe                 | J  | Pts | V | D | PF  | PA  | PD   |
| -- | ---------------------- | -- | --- | - | - | --- | --- | ---- |
| 1. | Maccabi Elite Tel Aviv | 10 | 17  | 7 | 3 | 878 | 814 | +64  |
| 2. | Real Madrid            | 10 | 17  | 7 | 3 | 950 | 888 | +62  |
| 3. | Bosna                  | 10 | 16  | 6 | 4 | 868 | 867 | +1   |
| 4. | Sinudyne Bologna       | 10 | 15  | 5 | 5 | 831 | 841 | -10  |
| 5. | Nashua EBBC            | 10 | 14  | 4 | 6 | 786 | 775 | +11  |
| 6. | Partizan               | 10 | 11  | 1 | 9 | 810 | 938 | -128 |

## Final
Realizada em 27 de março no Deutschlandhalle em Berlim Ocidental.
| Equipe 1               | Resultado | Equipe 2    |
| ---------------------- | --------- | ----------- |
| Maccabi Elite Tel Aviv | 85–89     | Real Madrid |

| Copa dos campeões europeus de 1979–80 Campeão |
| --------------------------------------------- |
| Real Madrid 7º Título                         |